# Abdel Wael Zwaiter
Wael Zwaiter, né à Naplouse le 2 janvier 1934 et mort le 16 octobre 1972, est un traducteur palestinien, première cible tuée par le Mossad lors de l'opération Colère de Dieu à la suite de la prise d'otages des Jeux olympiques de Munich en 1972. Son implication dans la prise d'otages reste cependant incertaine.

## Biographie
Wael Zwaiter est le fils de l'historien Adel Zwaiter. Il étudie la philosophie et la littérature arabe à l'université de Bagdad. 
Parlant cinq langues différentes, il s'installe ensuite en Libye, puis à Rome comme représentant du Fatah et de l'OLP et traducteur à l'ambassade libyenne. Pendant son séjour en Italie, il traduit Les Mille et Une Nuits en italien. Il était fiancé à une australienne et fréquentait la gauche italienne.
En août 1972, il est interrogé par la police italienne à la suite d'une attaque menée par le groupe palestinien Septembre noir, mais il est libéré. Il est suspecté par le Mossad d'être à la tête de Septembre noir à Rome, et il est mis sur la liste des personnes à éliminer après la prise d'otages des Jeux olympiques de Munich. La nuit du 16 octobre 1972, deux agents israéliens l’exécutent de 12 balles à l'entrée de son immeuble.

## Dans la culture populaire
- la pièce de Bilal Hasna, For a Palestinian, lui est consacrée[1]